# Best Days in the Sun
Best Days in the Sun è una compilation della rock band Feeder, pubblicata intorno al periodo di messa in commercio del singolo Seven Days in the Sun.
Fu pubblicata solo in Giappone in qualità di promo, e molto probabilmente le copie esistenti sono meno di 50. Sono presenti tutti i singoli dei Feeder fino ad allora pubblicati, in più Just a Day (che in quel periodo non era ancora un singolo, bensì una b-side), e le album fillers Satellite news (presente sul loro terzo album Echo Park), You're My Evergreen (Da Yesterday Went Too Soon), My Perfect Day (Polythene), Swim (dall'EP Swim) e infine la versione edit (cioè mandata alla radio) di Seven Days in the Sun.

## Tracce
1. Seven Days in the Sun – 3:40
2. Just a Day – 4:06
3. Turn – 4:30
4. Buck Rogers – 3:13
5. Satellite News – 5:25
6. Paperfaces – 4:41
7. Yesterday Went Too Soon – 4:18
8. Insomnia – 2:52
9. Day in Day Out – 3:38
10. You're My Evergreen – 3:23
11. Suffocate – 4:44
12. High – 4:34
13. Crash (Radio Mix) – 3:47
14. Cement – 3:16
15. Tangerine – 3:55
16. Stereo World – 3:32
17. My Perfect Day – 4:26
18. Swim – 3:19
19. Seven Days in the Sun (Radio Edit) – 3:31